# Kopjesporrhöna
Kopjesporrhöna (Pternistis hartlaubi) är en sydvästafrikansk fågel i familjen fasanfåglar inom ordningen hönsfåglar.

## Utseende och levnadssätt
Kopjesporrhönan är med sina 26 cm en av de minsta arterna i släktet. Näbben är relativt kraftig, böjd och gulfärgad liksom benen. Hanen har en mörk hätta som kontrastrerar med ett tydligt vitt ögonbryn. Undersidan är ljus men kraftigt brunstreckad. Honan är dovt orangebrun. Paret håller ihop hela året. Lätet är en distinkt duett, "ke-rak keer-a keer-a kew", som mestadels levereras i gryningen.

## Utbredning och systematik
Kopjesporrhönan förekommer på steniga kullar från sydvästra Angola till centrala Namibia. Tidigare placerades den i släktet Francolinus. Flera genetiska studier visar dock att Francolinus är starkt parafyletiskt, där arterna i Pternistis står närmare  t.ex. vaktlar i Coturnix och snöhöns. Även de svenska trivialnamnen på arterna i släktet har justerats från tidigare frankoliner till sporrhöns (från engelskans spurfowl) för att bättre återspegla släktskapet.

## Status
Fågeln beskrivs som ovanlig och lokalt förekommande. Trots det kategoriserar internationella naturvårdsunionen IUCN arten som livskraftig, eftersom populationen verkar stabil och att det inte tros föreligga några hot mot artens bestånd.

## Namn
Fågeln är uppkallad efter den tyska zoologen Gustav Hartlaub. Kopje är en benämning på berg med platt topp i södra Afrika, framför allt i Sydafrika.